# Lockheed Martin Rotary and Mission Systems
Lockheed Martin Rotary and Mission Systems Company (RMS), tidigare Lockheed Martin Mission Systems and Training, är ett amerikanskt multinationellt företag inom informationsteknik som verkar inom försvars- och rymdfartsindustrin. De utvecklar och tillverkar främst IT-relaterade system för bland annat asymmetrisk krigföring, elektronisk krigföring, luftvärn, missilförsvar, radar samt undervattensstrid. Helikoptertillverkaren Sikorsky är också en del av RMS. Företaget är ett dotterbolag till försvarsjätten Lockheed Martin Corporation.

## Historik
RMS grundades den 31 december 2012 när Lockheed Martin delade upp dotterbolaget Lockheed Martin Electronic Systems till att vara två nya dotterbolag, ena var Lockheed Martin Mission Systems and Training (MST) och den andra blev Lockheed Martin Missiles and Fire Control. I november 2015 förvärvade Lockheed Martin Sikorsky från United Technologies för nio miljarder amerikanska dollar och Sikorsky blev omgående en del av MST. Den 5 september 2016 fick MST det nuvarande namnet.

## Produkter
Ett urval av produkter som Rotary and Mission Systems och dess föregångare har varit involverade i.

### Datorer
- AN/UYK-43
- AN/UYK-44

### Drönare
- Lockheed Martin Desert Hawk

### Flygplan
- General Dynamics F-16 Fighting Falcon
- Lockheed Martin F-35 Lightning II
- Lockheed P-3 Orion

### Luftvärn
- Medium Extended Air Defense System

### Radar
- AN/SPY-1

### Sonarer
- AN/SQQ-89

### Vapensystem
- Aegis Combat System
- Mk41 Vertical Launching System

### Örlogsfartyg
- Littoral Combat Ship

### Övrigt
- AN/UYQ-70
- Integrated Deepwater System Program
- Space Fence

### Galleri

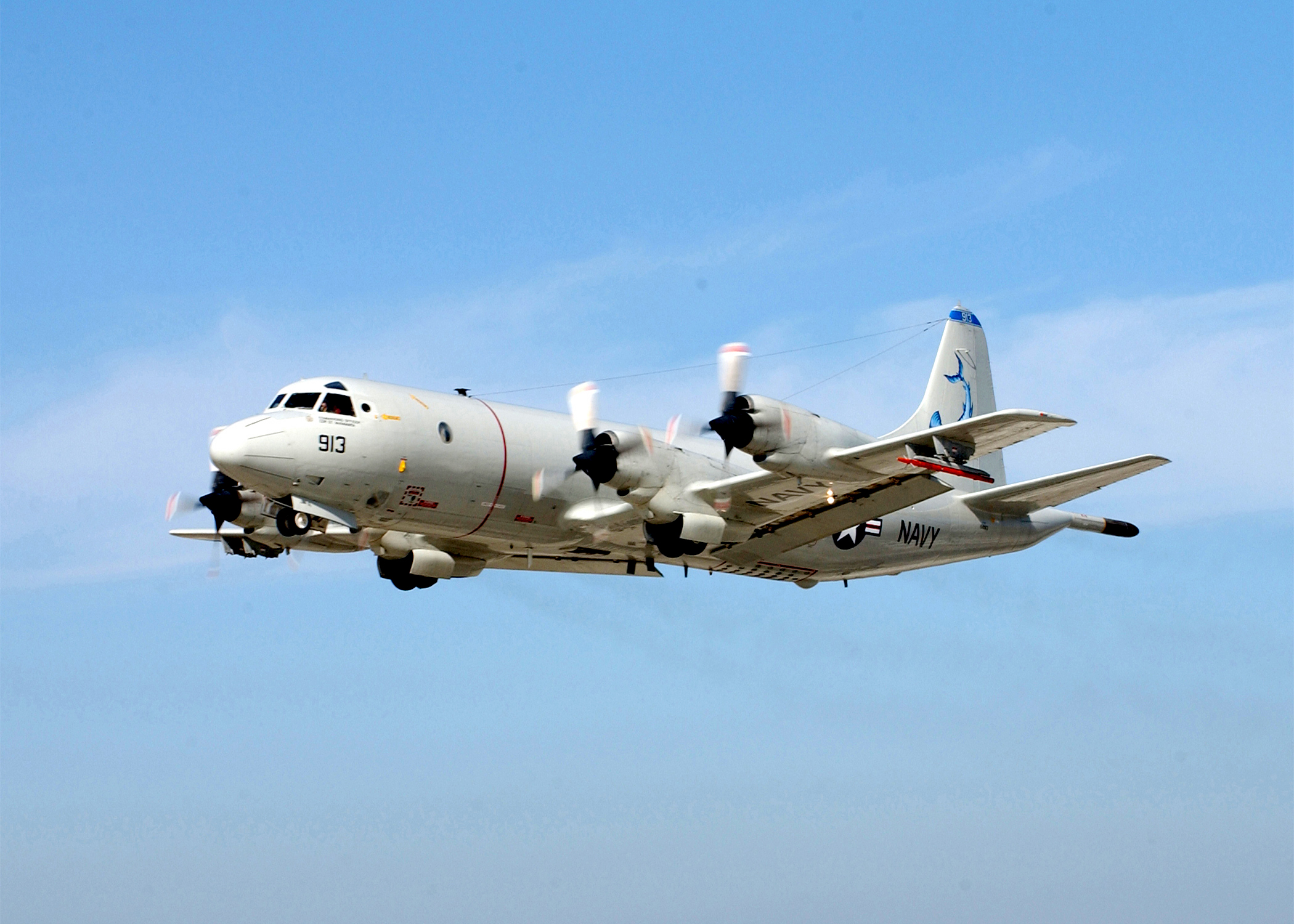
Lockheed P-3 Orion.
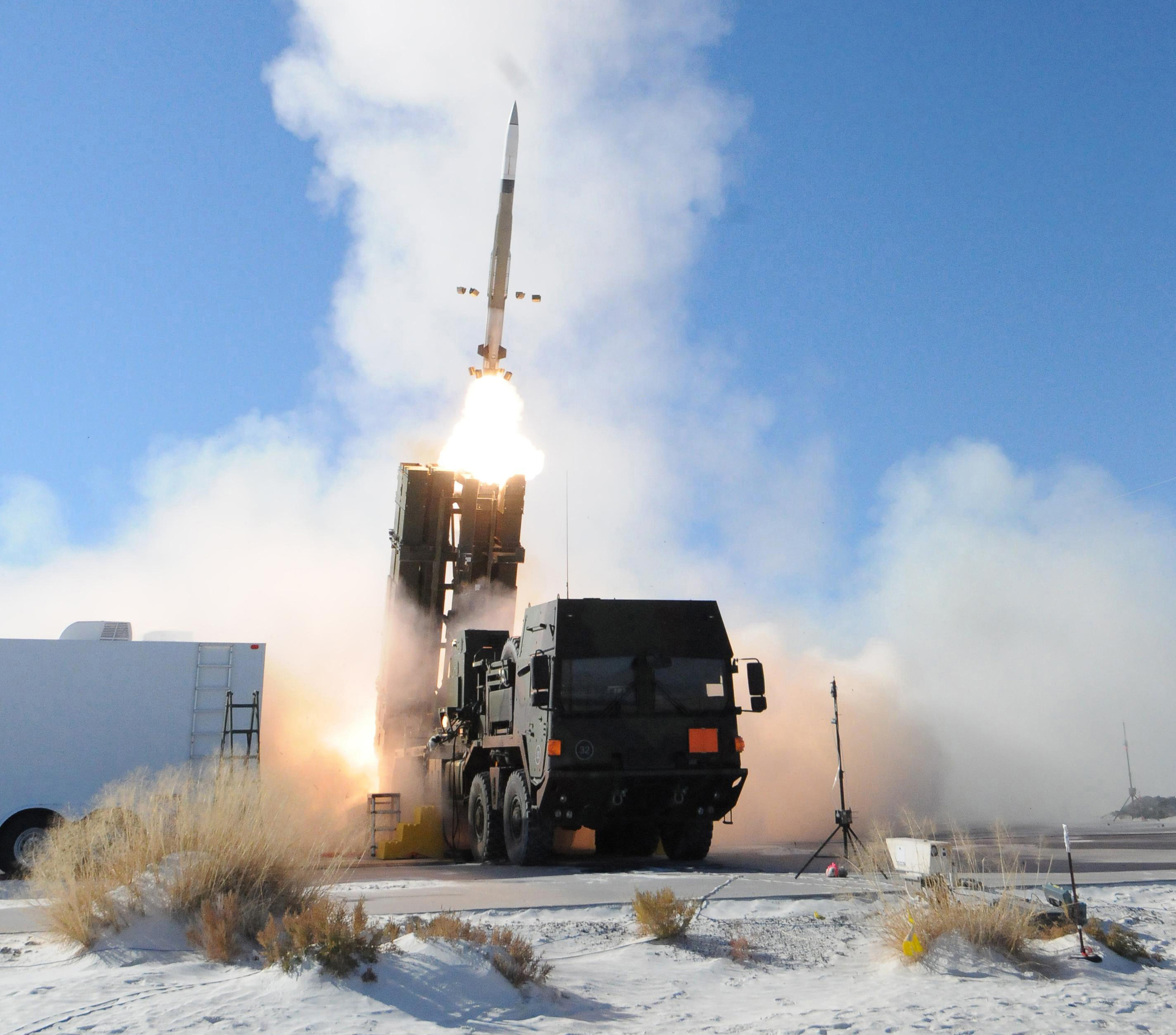
Robot avfyrad från det landbaserade luftvärnssystemet Medium Extended Air Defense System.
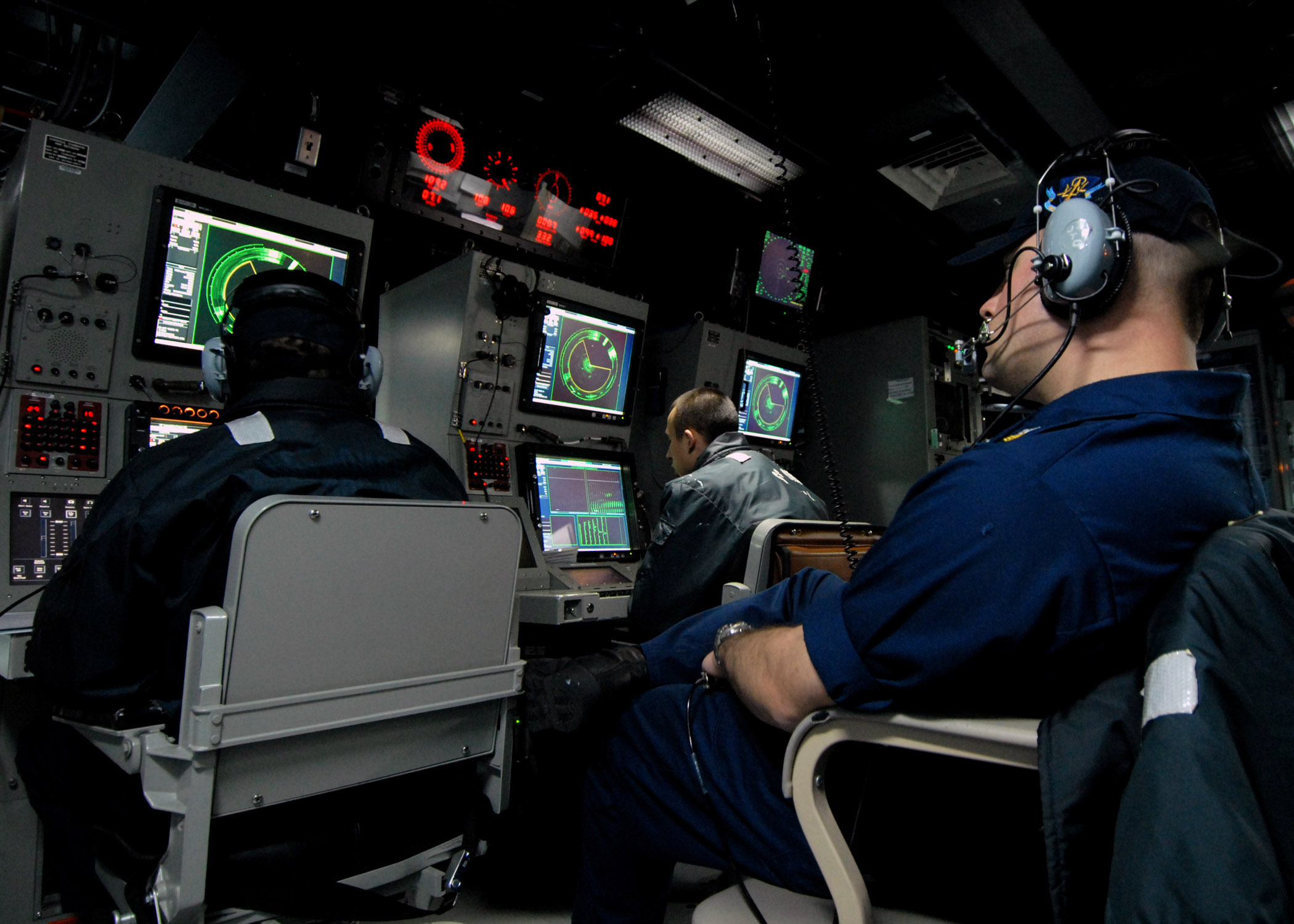
Datorer tillhörande sonarsystemet AN/SQQ-89 på kryssaren USS Momsen (DDG-92).
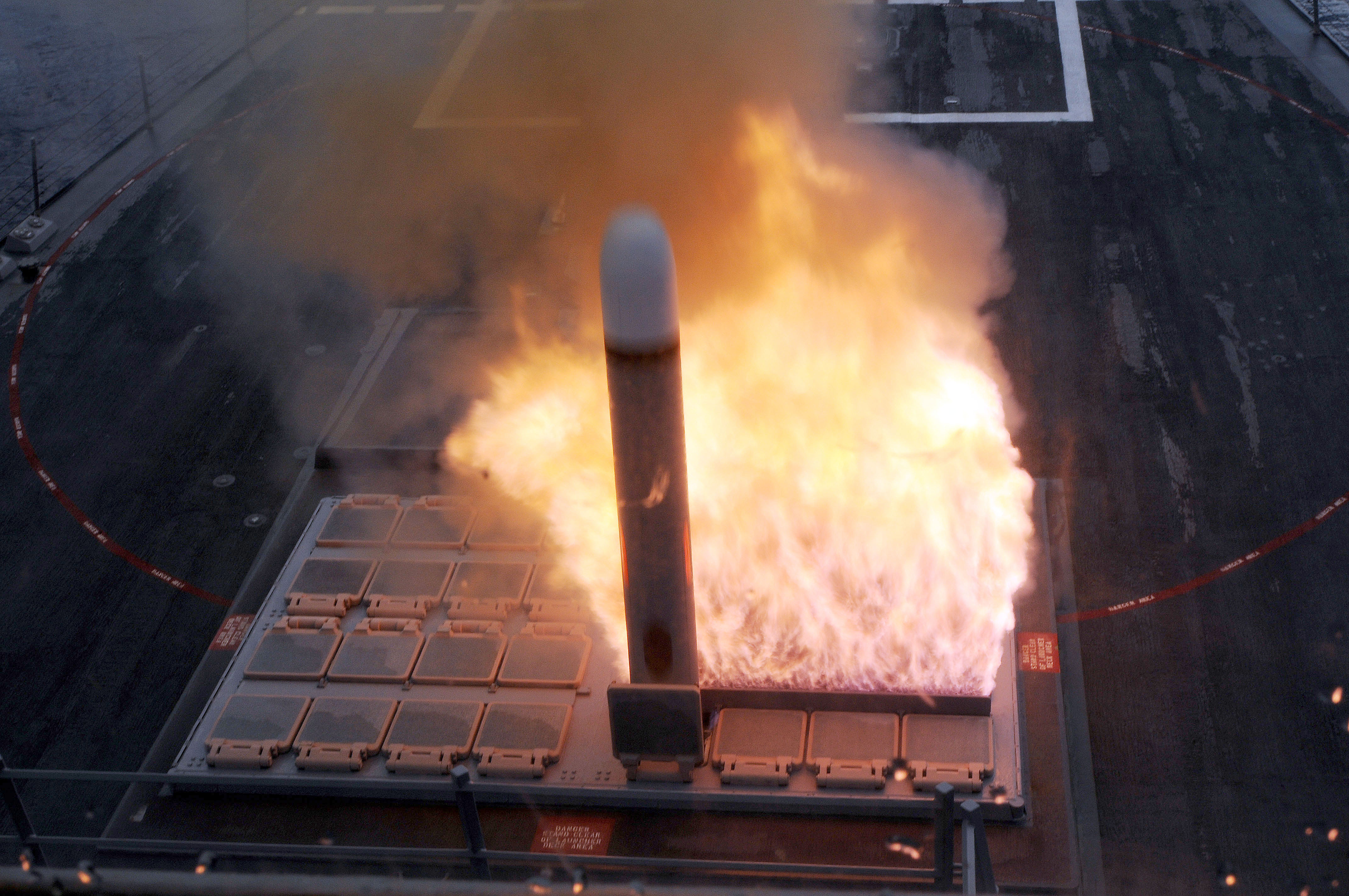
Robot avfyrad från det marina vapensystemet Mk41 Vertical Launching System på kryssaren USS Farragut (DDG-99).
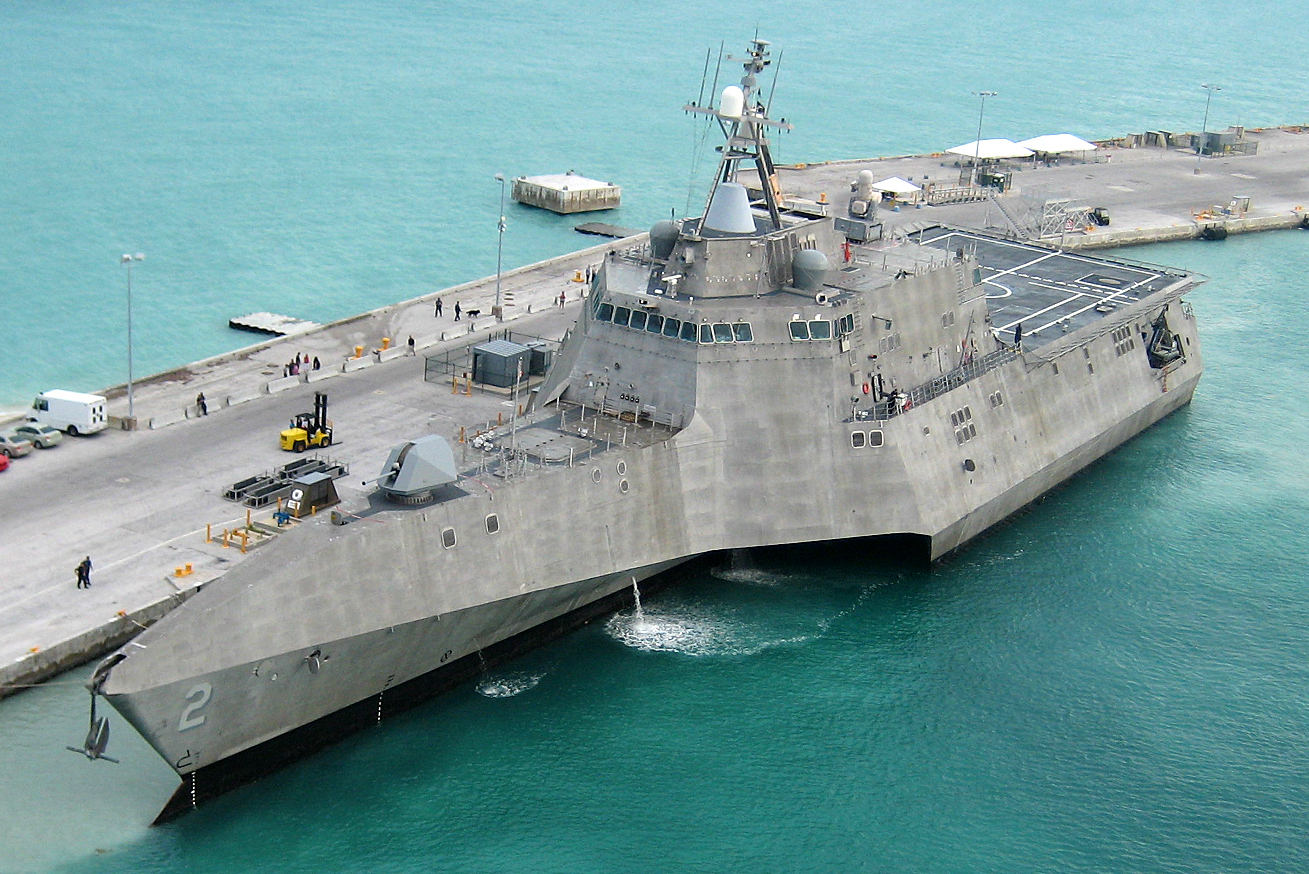
LCS-fartyget USS Independence (LCS-2).
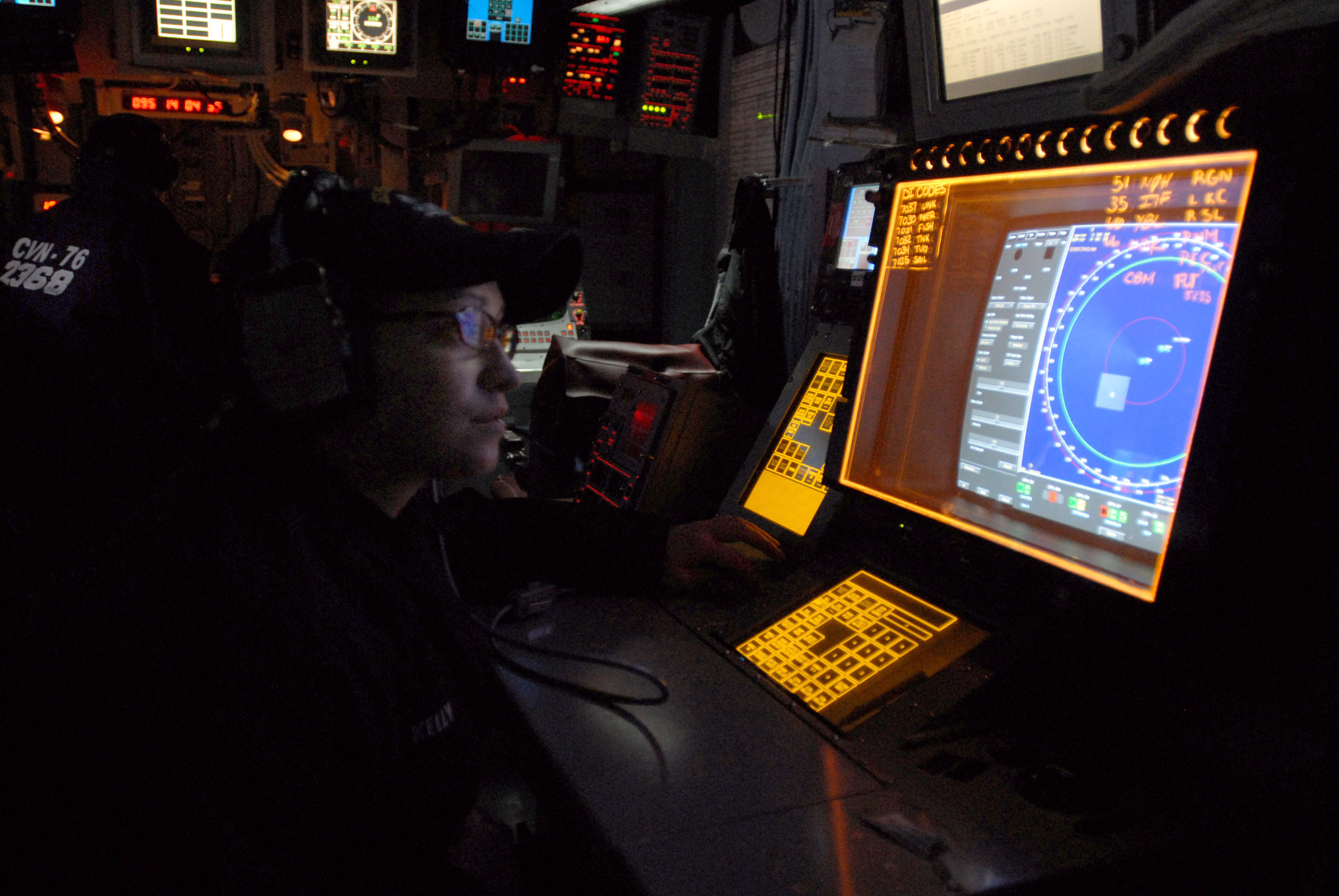
Arbetsstation för datorsystemet AN/UYQ-70 på hangarfartyget USS Ronald Reagan (CVN-76).

## Närvaro
Rotary and Mission Systems har verksamheter på följande platser och länder:
| USA - Manassas, Virginia - Moorestown/Mount Laurel, New Jersey - Orlando, Florida - Owego, New York - Shelton, Connecticut - Stratford, Connecticut - Syracuse, New York | Internationellt - Australien - Japan - Kanada - Mexiko - Nya Zeeland - Polen (Mielec) - Storbritannien - Taiwan - Tyskland |